# Itunella bacescui
Itunella bacescui är en kräftdjursart som beskrevs av Claude Chappuis och Serban 1953. Itunella bacescui ingår i släktet Itunella och familjen Canthocamptidae. Inga underarter finns listade i Catalogue of Life.